# Kolarstwo na Letnich Igrzyskach Olimpijskich 2016 – wyścig drużynowy kobiet
Wyścig drużynowy kobiet podczas Letnich Igrzysk Olimpijskich 2016 rozegrany został między 11 a 13 sierpnia na torze Rio Olympic Velodrome w Rio de Janeiro.

## Terminarz
Czas w Rio de Janeiro (UTC-3:00)
| Data             | Godzina |                |
| ---------------- | ------- | -------------- |
| 11 sierpnia 2016 | 16:19   | Eliminacje     |
| 13 sierpnia 2016 | 11:17   | Pierwsza runda |
| 13 sierpnia 2016 | 16:53   | Finały         |

## Wyniki

### Eliminacje
Osiem najszybszych drużyn awansowała do pierwszej rundy. Drużyny z pierwszych czterech miejsc awansowały do rywalizacji o złoty medal.
| Pozycja | Państwo           | Zawodniczki                                                         | Wynik    | Uwagi |
| ------- | ----------------- | ------------------------------------------------------------------- | -------- | ----- |
| 1.      | Wielka Brytania   | Joanna Rowsell Laura Trott Katie Archibald Elinor Barker            | 4:13,260 | Q, ,  |
| 2.      | Stany Zjednoczone | Sarah Hammer Kelly Catlin Chloé Dygert Jennifer Valente             | 4:14,286 | Q     |
| 3.      | Australia         | Georgia Baker Annette Edmondson Amy Cure Melissa Hoskins            | 4:19,059 | Q     |
| 4.      | Kanada            | Allison Beveridge Jasmin Glaesser Laura Brown Georgia Simmerling    | 4:19,599 | Q     |
| 5.      | Nowa Zelandia     | Lauren Ellis Racquel Sheath Rushlee Buchanan Jaime Nielsen          | 4:20,061 | Q     |
| 6.      | Chiny             | Huang Dongyan Jing Yali Ma Menglu Zhao Baofang                      | 4:25,246 | Q     |
| 7.      | Włochy            | Simona Frapporti Tatiana Guderzo Francesca Pattaro Silvia Valsecchi | 4:25,543 | Q     |
| 8.      | Polska            | Daria Pikulik Edyta Jasińska Justyna Kaczkowska Natalia Rutkowska   | 4:28,988 | Q     |
| 9.      | Niemcy            | Gudrun Stock Charlotte Becker Mieke Kröger Stephanie Pohl           | 4:30,068 |       |

### Pierwsza runda
W pierwszej rundzie podział na poszczególne wyścigi odbył się na podstawie kwalifikacji i odbył eis według zasady:
Wyścig 1 : 6 drużyna kwalifikacji z 7 drużyną kwalifikacji
Wyścig 2 : 5 drużyna kwalifikacji z 8 drużyną kwalifikacji
Wyścig 3 : 2 drużyna kwalifikacji z 3 drużyną kwalifikacji
Wyścig 4 : 1 drużyna kwalifikacji z 4 drużyną kwalifikacji
Zwycięzcy wyścigów 3 i 4 awansowali do wyścigu o złoty medal pozostałe 6 zespołów na podstawie uzyskanych czasów walczyło w wyścigach o brązowy medal, piąte, siódme miejsce.
| Pozycja | Wyścig | Kraj              | Zawodniczki                                                         | Wynik    | Uwagi |
| ------- | ------ | ----------------- | ------------------------------------------------------------------- | -------- | ----- |
| 1.      | 4      | Wielka Brytania   | Joanna Rowsell Laura Trott Katie Archibald Elinor Barker            | 4:12,152 | ,     |
| 2.      | 3      | Stany Zjednoczone | Sarah Hammer Kelly Catlin Chloé Dygert Jennifer Valente             | 4:12,282 |       |
| 3.      | 4      | Kanada            | Allison Beveridge Jasmin Glaesser Kirsti Lay Georgia Simmerling     | 4:15,636 |       |
| 4.      | 2      | Nowa Zelandia     | Lauren Ellis Racquel Sheath Rushlee Buchanan Jaime Nielsen          | 4:17,592 |       |
| 5.      | 3      | Australia         | Georgia Baker Annette Edmondson Amy Cure Melissa Hoskins            | 4:20,262 |       |
| 6.      | 1      | Włochy            | Simona Frapporti Tatiana Guderzo Francesca Pattaro Silvia Valsecchi | 4:22,964 |       |
| 7.      | 1      | Chiny             | Huang Dongyan Jing Yali Ma Menglu Zhao Baofang                      | 4:23,678 |       |
| 8.      | 2      | Polska            | DSQ                                                                 |          |       |

## Finały

### Runda medalowa
| Pojedynek       | Kraj              | Zawodniczki                                                     | Czas       | Pozycja |
| --------------- | ----------------- | --------------------------------------------------------------- | ---------- | ------- |
| o złoty medal   | Wielka Brytania   | Joanna Rowsell Laura Trott Katie Archibald Elinor Barker        | 4:10,236 , | złoto   |
| o złoty medal   | Stany Zjednoczone | Sarah Hammer Kelly Catlin Chloé Dygert Jennifer Valente         | 4:12,454   | srebro  |
| o brązowy medal | Kanada            | Allison Beveridge Jasmin Glaesser Kirsti Lay Georgia Simmerling | 4:14,627   | brąz    |
| o brązowy medal | Nowa Zelandia     | Lauren Ellis Racquel Sheath Rushlee Buchanan Jaime Nielsen      | 4:18,459   | 4.      |

### Runda klasyfikacyjna
| Mecz         | Drużyna   | Czas                                                                   | Pozycja  |    |
| ------------ | --------- | ---------------------------------------------------------------------- | -------- | -- |
| o 5. miejsce | Australia | Georgia Baker Annette Edmondson Amy Cure Ashlee Ankudinoff             | 4:21,232 | 5. |
| o 5. miejsce | Włochy    | Beatrice Bartelloni Tatiana Guderzo Francesca Pattaro Silvia Valsecchi | 4:28,368 | 6. |
| o 7. miejsce | Chiny     | Huang Dongyan Jing Yali Ma Menglu Zhao Baofang                         |          | 7. |
| o 7. miejsce |           | 8.                                                                     |          |    |